# Miroslav Fiedler
Miroslav Fiedler (Praga, 7 de abril de 1926 – 20 de novembro de 2015) foi um matemático tcheco. Conhecido por suas contribuições à álgebra linear, teoria dos grafos e teoria algébrica dos grafos.
Seu artigo "Algebraic Connectivity of Graphs", publicado no Czechoslovak Math Journal em 1973, estabeleceu o uso dos autovalores da matriz laplacina de um grafo para criar ferramentas para a medição de conectividades algébricas em teoria algébrica de grafos.